# Trisettore del Kempe
Il trisettore del Kempe è uno strumento, inventato nel 1875 da Alfred Bray Kempe, che consente di eseguire la trisezione di un angolo inferiore ai 180°.
Esso è formato da tre antiparallelogrammi, i cui lati sono tra di loro proporzionali. Tali parallelogrammi hanno, a due a due, un lato e un angolo in comune. In tal modo quattro aste dello strumento sono vincolate a ruotare intorno ad un unico perno e, grazie ai vicoli di proporzionalità citati, si ha che le due aste interne trisechino perfettamente l'angolo delimitato dalle due aste più esterne.